# Ikku Jippensha
Ikku Jippensha (jap. 十返舎 一九 Jippensha Ikku), właśc. Sadakazu Shigeta (jap. 重田 貞一 Shigeta Sadakazu; ur. 1765, zm. 1831) – japoński pisarz.
Pochodził z prowincji Suruga (ob. prefektura Shizuoka), był synem niskiego rangą urzędnika. Początkowo służył u jednego z daimyō w Osace, w 1794 roku osiadł w Edo, gdzie pracował jako księgarz. Wówczas zaczął też pisać opowiastki o charakterze humorystycznym, które przysporzyły mu popularności. Jego najważniejszym dziełem jest tworzona w latach 1802–1809 Tōkaidōchū hizakurige („Na kasztance z własnych kolan traktem Tōkaidō”), pisana rubasznym językiem powieść łotrzykowska o podróży dwóch włóczęgów drogą Tōkaidō z Edo do Kioto.
Zbierając materiały do swoich opowiadań często podróżował, prowadząc dosyć swobodne życie. Wokół jego postaci narosło wiele anegdot. Miał być trzykrotnie żonaty i dwukrotnie tracić cały dobytek w pożarze. Zażyczył sobie rzekomo, by podczas kremacji jego ciała po śmierci stos pogrzebowy obłożono fajerwerkami, co miało rozbawić żałobników.